# University of Massachusetts Amherst
University of Massachusetts Amherst (även kallat UMass Amherst), är ett amerikanskt offentligt forskningsuniversitet som ligger i Amherst, Massachusetts och hade totalt 29 269 studenter (22 748 undergraduate students och 6 521 postgraduate students) för 2015. UMass Amherst ingår i universitetssystemet University of Massachusetts.
Universitet grundades 1863 som ett college vid namn Massachusetts Agricultural College efter att USA:s dåvarande president Abraham Lincoln undertecknade 1862 dekretet Morrill Land-Grant Acts, framarbetat av ledamoten Justin S. Morrill. 1931 fick det ett nytt namn i Massachusetts State College och 16 år senare tog man namnet University of Massachusetts. Man fick dock lägga till Amherst när universitetssystemet University of Massachusetts skapades 1970.
University of Massachusetts Amherst tävlar med 21 universitetslag i olika idrotter via deras idrottsförening UMass Minutemen/Minutewomen.

## Alumner
| Film/TV - Bill Cosby - Jeffrey Donovan - Richard Gere - Stuart Hazeldine - Fardeen Khan - Bridget Moynahan - Bill Pullman - Liev Schreiber Filosof - Theodore Sider Fysiker - Russell A. Hulse Författare - Radwa Ashour - Paul Harding - Valerie Martin - Paul Theroux Idrottare - Conor Allen - Matt Anderson - Kevin Boyle - Justin Braun - Marcus Camby - Mitchell Chaffee - Julius Erving - Mario Ferraro - Marc Del Gaizo - Joel Hanley - Matt Irwin - Matt Kessel - Michael Kostka - John Leonard | - Cale Makar - Mark Matheson - Brandon Montour - Scott Morrow - Matt Murray - Brad Norton - Thomas Pöck - Jonathan Quick - Briana Scurry - Conor Sheary - Sarah Stevenson - Judy Strong - Ajdar Sunjev - Casey Wellman Musiker - Natalie Cole - Black Francis - Yusef Lateef - Taj Mahal - J. Mascis - Buffy Sainte-Marie - Joey Santiago - Billy Taylor Näringsliv - Jack Welch Politiker/offentlig förvaltning - Hina Rabbani Khar - Madeleine M. Kunin Rymdfarare - Catherine G. Coleman Serieskapare - Peter Laird |